# Techaluta de Montenegro
Techaluta de Montenegro är en kommun i Mexiko.   Den ligger i delstaten Jalisco, i den centrala delen av landet, 500 km väster om huvudstaden Mexico City. Antalet invånare är 3 190. Arean är 152 kvadratkilometer.
Terrängen i Techaluta de Montenegro är varierad.
Följande samhällen finns i Techaluta de Montenegro:
- Anoca
- La Hermosura